# XO, Kitty
XO, Kitty est une série télévisée américaine, créée par Jenny Han et diffusée depuis le 18 mai 2023 sur Netflix.
Il s'agit d'une série dérivée des films À tous les garçons que j'ai aimés, adaptés de la trilogie littéraire Les Amours de Lara Jean (To All The Boys) de l'autrice américaine Jenny Han. Elle marque la première série télévisée Netflix à être dérivée d'un film original de Netflix.

## Synopsis
L'histoire d'amour longue distance de Kitty, ado entremetteuse, rebondit quand elle rejoint son petit ami dans le lycée de Séoul que sa défunte mère avait fréquenté. Katherine fera donc plusieurs découvertes sur sa mère. Elle se rend alors compte qu'elle ne connaissait pas grand chose à l'amour – du moins, pas autant qu'elle ne le croyait.

## Distribution

### Acteurs principaux
- Anna Cathcart (VF : Lila Lacombe) : Katherine « Kitty » Song Covey
- Choi Min-Young (VF : Enzo Ratsito) : Dae-Heon « Dae » Kim
- Anthony Keyvan (VF : Jhos Lican) : Quincy « Q » Shabazian
- Gia Kim (VF : Nastassja Girard) : Yuri Han
- Sang Heon Lee (VF : Martin Faliu) : Min Ho
- Peter Thurnwald (VF : Adrien Larmande) : Professeur Alex Finnerty
- Regan Aliyah (VF : Aurélie Konaté) : Juliana (récurrente saison 1, principale saison 2)
- Audrey Huynh (VF : Lisa Caruso) : Esther Shim / Stella Cho (saison 2)

### Acteurs secondaires
- Yunjin Kim (VF : Stéphanie Hédin) : Principale Jina Lim, la mère de Yuri (saison 1)
- Michael K. Lee (en) (VF : Stéphane Fourreau) : Professeur Lee
- Jocelyn Shelfo (VF : Sarah Barzyk) : Madison Miller
- Théo Augier Bonaventure (VF : Jonathan Gimbord) : Florian Simon (saison 1)
- Ryu Han-bi (en) (VF : Alice Orsat) : Eunice Kang
- Sasha Bhasin (VF : Alice Taurand) : Praveena Bhakti (saison 2)
- Joshua Hyunho Lee (VF : Florent Chako) : Jin Lee (saison 2)
- Philippe Lee (VF : Jérôme Pauwels) : Young Moon, le père de Min Ho (saison 2)
- Lee Seong-Wook : Mr. Kim, le père de Dae

### Invités spéciaux
- John Corbett (VF : Jérôme Keen) : Dan Covey, le père de Kitty (saison 1)
- Sarayu Blue (VF : Marie Chevalot) : Trina Covey, la belle-mère de Kitty (saison 1)
- Han Chae-young : Dami, la mère de Min Ho (saison 1)
- Ok Taec-yeon : Ocean Park (saison 1)
- Noah Centineo (VF : Arnaud Laurent) : Peter Kavinsky (saison 2)
- Janel Parrish (VF : Audrey Sablé) : Margot Song Covey, la sœur de Kitty (saison 2)
- Peniel : Joon Ho, le frère de Min Ho (saison 2)

 Source et légende : version française (VF) sur RS Doublage

## Episodes

### Saison 1
La saison a été mise en ligne le 18 mai 2023 sur Netflix.
1. Comment te dire ? (XO)
2. Sérieux ?! (WTF)
3. KISS (KISS)
4. Semaine de seum (TGIF)
5. En vrai (TBH)
6. Santé ! (BYOB)
7. T'étais au courant ? (TIL)
8. À fond ! (LFG)
9. Du grand n'importe quoi (SNAFU)
10. À suivre… (OTP)

### Saison 2
La deuxième saison a été mise en ligne le 16 janvier 2025 sur Netflix.
1. Retour à Kiss (K.I.S.S. ME again)
2. Premier baiser ? (Never been kissed)
3. Le baiser du Nouvel An (New Year's kiss)
4. Un baiser à rebondissements (Kiss and tell)
5. Embrassade entre cousins (Kissing cousins)
6. Une bise de réconciliation (Kiss and make up)
7. Le baiser de la mort (Kiss of death)
8. Scellé par un baisé ? (Sealed with a kiss)

## Accueil
La saison 1 de la série est un succès public avec plus de 72,1 millions d'heures de visionnage, se classant dans le top 10 des séries les plus visionnées sur Netflix dans plus de 90 pays.